# Takydromus sexlineatus
Takydromus sexlineatus (довгохвостка шестисмуга) — вид ящірок родини ящіркових (Lacertidae). Мешкає в Південно-Східній Азії.

## Опис

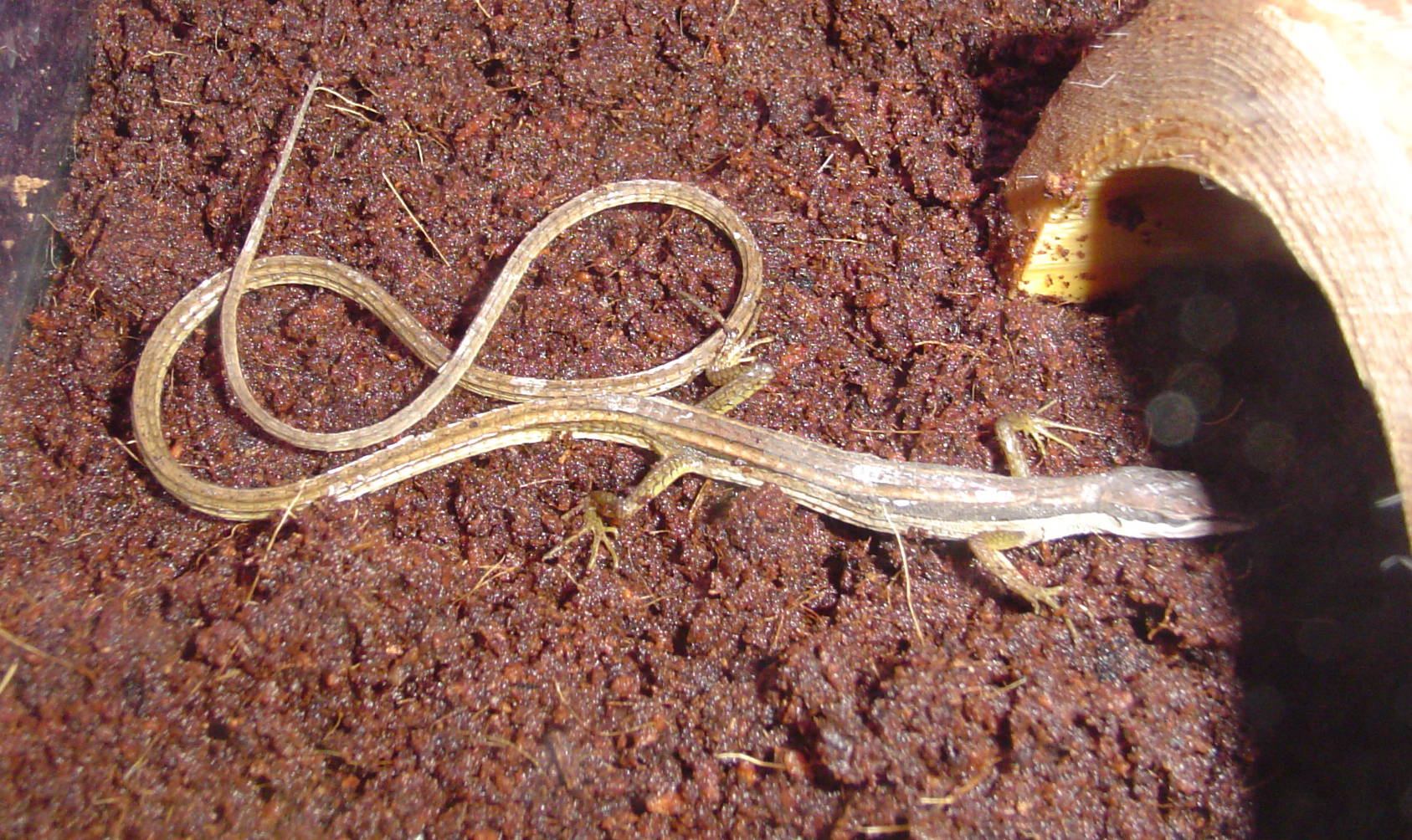
Шестисмуга довгохвостка

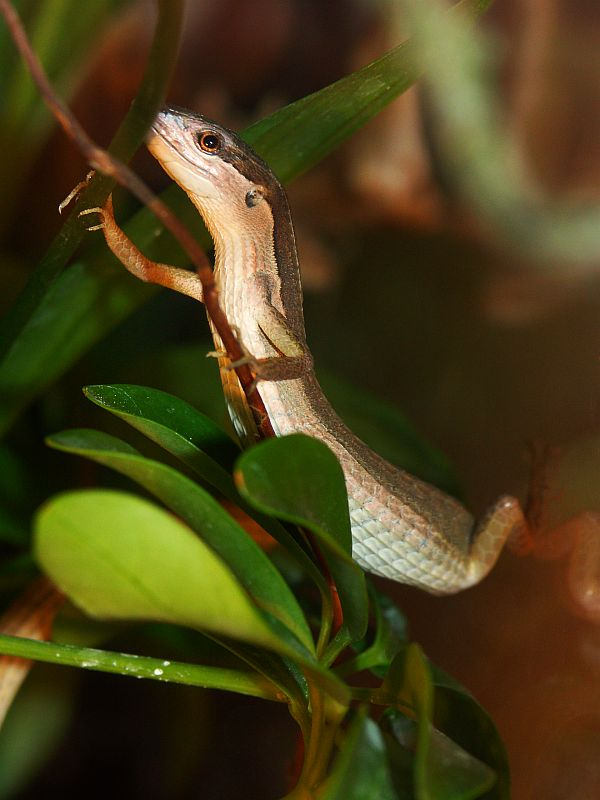
Шестисмуга довгохвостка

Шестисмугі довгохвостки досягають 30 см у довжину, причому хвіст у них втричі довший за решту тіла. Вони характеризуються довгим хвостом, видовженим і тонким тілом, невеликою головою з дуже загостреною мордою, дрібними загостреними лусочками під підборіддям, що нагадують бороду, та чорним або рожевим язиком. Верхня частина тіла у них коричнева, зелена або бежева, зазвичай прикрашена коричневими смугами різного відтінку, а нижня частина тіла біла або кремова. У самців на боках є білі плями, у самиць вони відсутні. Також у самців основа хвоста потовщена, і загалом хвіст товщий, ніж у самиць. Світлі смуги у самців жовтіші, ніж у самиць, у яких вони мають більш кремовий колір.

## Підвиди
Виділяють два підвиди:
- Takydromus sexlineatus ocellatus (Guérin-Méneville, 1829);
- Takydromus sexlineatus sexlineatus Daudin, 1802.

## Поширення і екологія
Шестисмугі довгохвостки широко поширені у Південно-Східній Азії, на території Північно-Східній Індії, М'янми, Китаю (Фуцзянь, Гуандун, Гуансі, Гуйчжоу, Хайнань, Юньнань, Хунань), Таїланду, Лаосу, В'єтнаму, Камбоджі, Малайзії і Індонезії (Суматра, Ява, Калімантан) і Брунеї, за деякими свідченнями, також в Бангладеш. Вони живуть переважно на низькотравних луках, трапляються на галявинах і узліссях лісів, а також на відкритих плантаціях, на висоті до 2261 м над рівнем моря.
Шестисмугі довгохвостки ведуть денний спосіб життя і гріються на сонці. Вони живляться дрібними комахами, яких можуть ловити в повітрі, стрибаючи. Відкладають яйця, в кладці 2-3 яйця.